# Myrmica bibikoffi
Myrmica bibikoffi — вид мелких паразитических муравьёв рода Myrmica (подсемейство мирмицины) длиной около 4—5 мм.

## Распространение
Швейцария, Германия.

## Систематика
Этот вид трудно отнести к какой-либо группе видов в составе рода Myrmica, но, учитывая его связь с видами-хозяевами, можно предполагать его филогенетическую связь с муравьями из группы Myrmica scabrinodis. Были описаны швейцарским мирмекологом Heinrich Kutter (1896—1990) и назван в честь русского натуралиста-эмигранта Михеля Бибикоффа (Mr. Michel Bibikoff, Париж), собравшего типовую серию.

## Биология
Социальный паразит, использующий в качестве хозяина муравьёв вида Myrmica sabuleti.

## Красная книга
Эти муравьи включены в «Красный список угрожаемых видов» (англ. IUCN Red List of Threatened Animals) международной Красной книги Всемирного союза охраны природы (The World Conservation Union, IUCN) в статусе Vulnerable D2 (таксоны в уязвимости или под угрозой исчезновения).